# Just-Ice
Just-Ice (nascido Joseph Williams Jr.; 22 de junho de 1965) é um rapper de Nova Iorque. Um ex-leão de chácara de bares punk, Williams foi um dos primeiros rappers de Nova Iorque a abraçar o gangsta rap, e quando ele saiu de Castle Hill no Bronx como Just-Ice, ganhou fama instantaneamente. Musculoso, tatuado, agressivo e com a boca cheia de dentes de ouro, ele certamente se destacava. Seu álbum de estreia Back to the Old School saiu pelo selo nova iorquino independente Sleeping Bag e soava diferente de qualquer outro disco da época, graças a suas rimas rápidas e poderosas, o beatboxing de Ben "Human DMX" Paynes e a distinta produção de Kurtis Mantronik.
Williams se mudou de Ft. Greene no Brooklyn para Castle Hill no Bronx durante a adolescência. Ele atualmente vive no Bronx e o considera sua cidade natal.

## Discografia
- Back to the Old School (1986)
- Kool & Deadly (1987)
- The Desolate One (1989)
- Masterpiece (1990)
- Gun Talk (1993)
- Kill the Rhythm (Like a Homicide) (1995)
- VII (1998)
- Gangster Boogie (2008) (somente download digital)
- 32 Degrees (2009) (somente download digital)
- The Just-Ice and KRS-One EP Vol.1 (2010) (somente download digital)